# 식스 플래그스 오버 텍사스

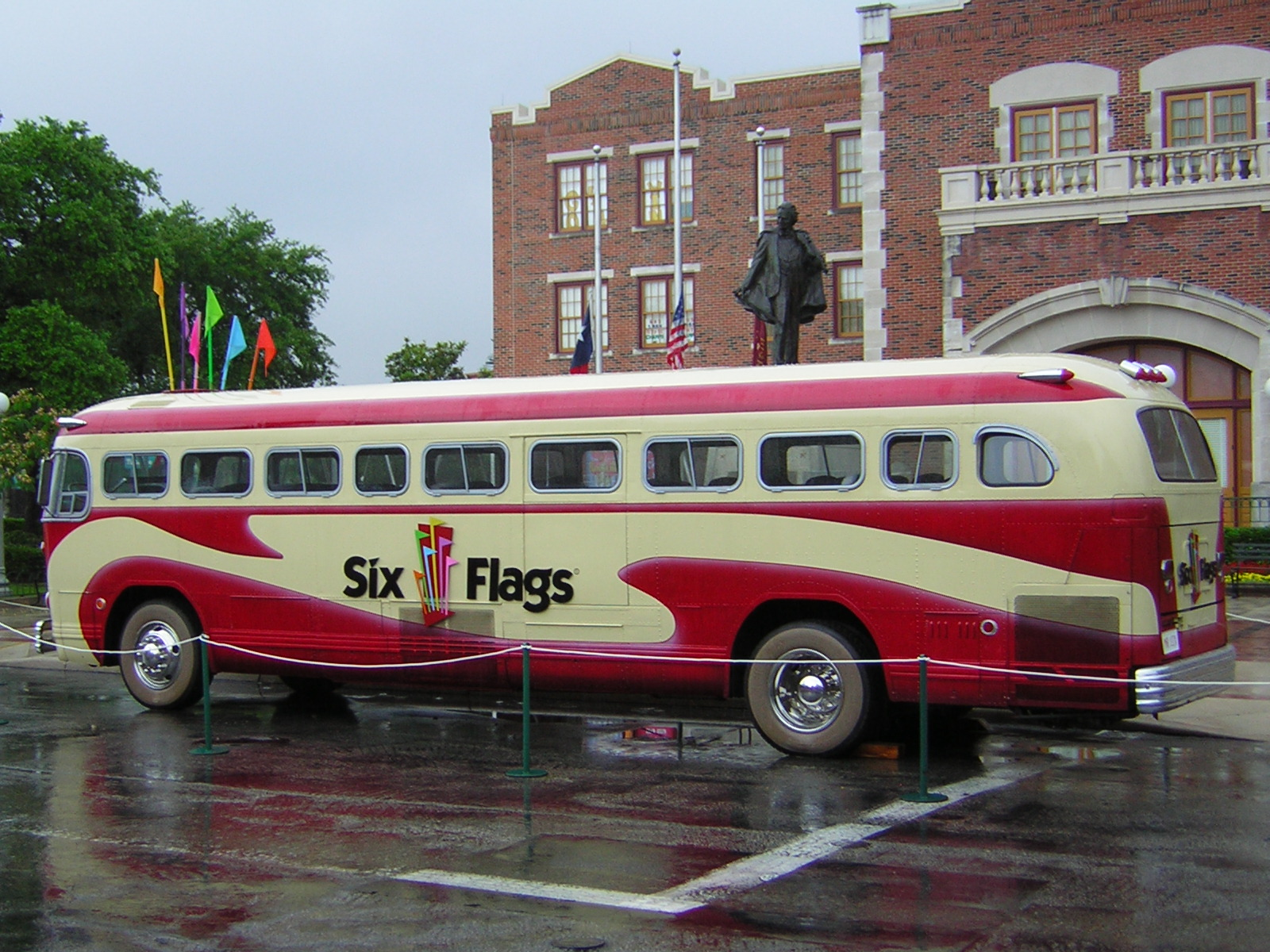

식스 플래그스 오버 텍사스(Six Flags Over Texas)는 미국 텍사스주 알링턴에 소재한 식스 플래그스 소유의 놀이공원이다. 이 놀이공원은 1961년 8월 5일에 개장하였으며, 현재 12개의 롤러코스터를 비롯한 총 44개 놀이기구가 있다.

## 기타
- PC 게임 롤러코스터 타이쿤 2에 이 공원을 토대로 한 시나리오가 포함되어있다.